# حور منشوري
حور منشوري (الاسم العلمي:Populus manshurica) هو نوع من النباتات يتبع جنس الحور من الفصيلة الصفصافية.